# Jacob van Vredenburch (1821-1850)

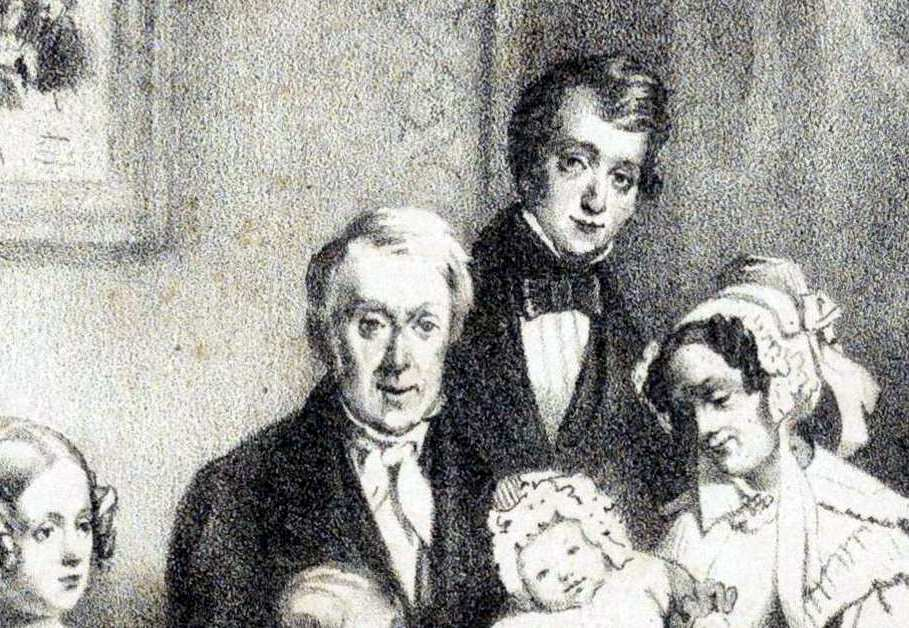
Jacob van Vredenburch op ca. 18-jarige leeftijd op familieportret in 1839.

Jhr. Jacob van Vredenburch ('s-Gravenhage, 4 april 1821 − Rijswijk, Huis Overvoorde, 16 juni 1850) was een Nederlands burgemeester.

## Biografie
Van Vredenburch was een telg uit het regentengeslacht Van Vredenburch en een zoon van bestuurder jhr. mr. Johan Willem van Vredenburch (1782-1849) en Maria Adriana van der Pot, vrouwe van Groeneveld (1795-1861). Hij studeerde rechten te Leiden en promoveerde er in 1846 op Specimen juridicum inaugurale exhibens quaestiones ex jure Romano. 
In 1847 volgde hij zijn vader op als burgemeester van Rijswijk; zijn vader was van 1811 tot 1847 de eerste burgemeester van die gemeente geweest. Hij was slechts kort burgemeester want hij overleed in 1850 op 29-jarige leeftijd, ongehuwd en op het familiehuis.